# 戴寶村
戴寶村（1954年—），生於台北縣三芝鄉（今新北市三芝區）後厝地區的番社後聚落，國立台灣師範大學歷史學博士，曾任教於國立中央大學歷史研究所、國立台灣師範大學台灣史研究所、國立台北藝術大學傳統藝術研究所，2004年8月1日起任教於國立政治大學台灣史研究所，為著名台灣歷史學家，專長台灣史、台灣海洋史、台灣文化史之教學研究，指導碩博士論文共計100篇。2017年8月1日退休。

## 生平
戴寶村生長於台北三芝的偏僻鄉間，小時候尚無電可用，在「我的志願」作文題目中立志做爬電線桿工人，因為可帶來光明與便利。高中才到台北市就學，進大學之後，開始走向台灣歷史研究與教學的人生道路。
戴寶村關注的課題為台灣人與海洋互動的關係，港口就是這種互動關係的門戶，因此研究淡水、台中（梧棲）至台灣港口市鎮發展，撰述碩士論文：《清季淡水開港之研究(1860∼1894)》、博士論文：《近代臺灣港口市鎮之發展：清末至日據時期》，希望能掌握島國的歷史文化特質。
就讀師範大學的背景，也讓戴寶村關懷歷史教育與國家建構的問題，認為無歷史文化意識的人民必定淪為「失國之民」，故畢生教學、研究強調台灣主體性，推崇法國年鑑學派學者布洛克，以其學者之身尚且投入兩次世界大戰，最終因參加地下游擊隊，在巴黎解放前夕遭納粹蓋世太保逮捕處決，為「知行合一」之典範，令人崇敬雖不能至而心嚮往之。

## 曾任職務
- 新北市政府古蹟、歷史建築、紀念建築、史蹟、聚落建築群暨文化景觀審議委員[3]
- 國史館諮詢委員
- 國家發展委員會檔案管理局檔案保存維護諮詢委員
- 台北市七星田園文化基金會董事
- 高雄市文獻委員會委員
- 台灣國家山協創會理事長
- 台灣歷史學會理事長
- 財團法人戒嚴時期不當審判補償基金會審查委員[4]

## 著作
以下列舉戴寶村的著作：

### 期刊論文
1. 戴寶村、陳慧先，〈臺灣原住民政治案件與山地控管(1945-1954)：以「湯守仁案」為中心〉，《檔案季刊》，Vol.13卷，No.4期（2014年12月），pp.56-65。
2. 戴寶村，〈日本殖民統治下台灣之紀年研究〉，《台灣文獻》，Vol.65，No.3（2014年9月），pp.25-48。
3. 戴寶村，〈戰後桃竹苗地區研究與地方學的發展〉，《臺灣史學雜誌》，Vol.0，No.13（2012年12月），pp.13-23。
4. 戴寶村，〈大高雄市人群之歷史形塑發展〉，《高雄文獻》，1:1（2011年6月），pp.9-56。
5. 戴寶村，〈船難與救難：日治初期台灣海難史研究(1895-1912)〉，《台灣文獻》,61:3（2010年9月），pp.191-242(THCI)。
6. 戴寶村、蔡蕙頻，〈災害史的歷史論析：《昭和十年台灣震災誌》與《九二一賑災重建經驗》〉，《台灣文獻》，Vol.60，No.4（2009年12月），pp.351-388。
7. 戴寶村，〈台灣中興紙業公司檔案加值介紹〉，《檔案季刊》，Vol.8，No.3（2009年9月），pp.98-104。
8. 戴寶村，〈台灣文獻與日治時代研究：研究面向的考察〉，《台灣文獻》，Vol.59，No.2（2008年6月），pp.47-74。
9. 戴寶村，〈解嚴歷史與歷史解嚴：高中歷史教科書內容的檢視〉,《台灣文獻》，Vol.58，No.4（2007年12月），pp.399-425。
10. 戴寶村，〈B 29與媽祖：台灣人的戰爭記憶〉，《政治大學歷史學報》，No.22，（2004年11月），pp.223-275。
11. 戴寶村，〈台灣文化協會年代的生活革新運動〉，《台灣史料研究》，No.19.，（2002年6月），pp.144-159。
12. 戴寶村，〈淡水河到下淡水溪—台灣史與地方史研究〉，《台灣歷史學會通訊》，No.9（2001年9月），pp.55-61。
13. 戴寶村，〈八卦山與彰化認同意象之發展〉,《彰化文獻》，No.2（2001年3月），pp.121-138。
14. 戴寶村，〈通識教育本土化與歷史教學〉，《歷史教育》，No.4（1999年6月），pp.1-5。
15. 戴寶村，〈台灣海洋史與海盜〉，《宜蘭文獻》，No.16（1995年7月），pp.3-8。
16. 戴寶村，〈1915年武裝抗日事件的新視角〉，《台灣史料研究》，No.2（1993年）,pp.20-28(AHCI)。
17. 戴寶村，〈日本領台與台灣港口市鎮的發展〉，《亞洲文化》，No.13（1989年6月），pp.149-159。
18. 戴寶村，〈梧棲港開發史研究〉，《東海歷史學報》，No.9（1988年7月），pp.105-134。
19. 戴寶村，〈國小社會科台灣教材之檢討〉，《台灣風物》，Vol.38，No.2（1988年6月），pp.33-48(AHCI)。
20. 戴寶村，〈台灣與大陸間的戎克交通與貿易〉，《台灣史研究暨史料發掘研討會論文》（1986年11月），pp.363-420。
21. 戴寶村，〈我國歷史教育研究的回顧與展望〉，《史學評論》，No.11（1986年1月），pp.113-134。
22. 戴寶村，〈聖諭教條與清代社會〉，《師大歷史學報》，No.13（1985年6月），pp.303-325。
23. 戴寶村，〈新竹建城之研究〉，《教學與研究》，No.4（1982年6月），pp.87-104。

### 會議論文
1. 戴寶村，〈臺灣的近代戰爭紀念物研究 1941-1949〉，台灣近代戰爭史（1941~1949）第二屆國際學術研討會（2012年10月28日）。
2. 戴寶村，〈烈日灼金門：日治時代的金門敘事〉，《2008年金門學術研討會論文集》，金門縣文化局（2008年11月），pp.185-205。
3. 戴寶村，〈內聚與聯外：從交通考察宜蘭歷史發展〉，《交通與區域發展──宜蘭研究第七屆學術研討會論文集》,宜蘭縣史館（2008年10月），pp.47-73。
4. 戴寶村、陳亮州，〈鳳山城的歷史與再現〉,鳳山縣舊城建城180週年學術研討會，高雄市文獻委員會（2006年10月），pp.18。
5. 戴寶村，〈八里坌正港至台北新港─北台灣的航運變遷〉，《航向世界的台北---探尋華人的海洋文化論文集》，台北市文獻委員會（2006年10月），pp.37-67。
6. 戴寶村，〈高雄開港通商後的航運與貿易〉，《慶祝高雄市80年暨打狗開港140年學術研討會論文集》，高雄市文化局（2004年12月），pp.37-66。
7. 戴寶村，〈動員學生與學生運動—1950年至90年代的學生運動〉，《二十世紀台灣民主發展—第七屆中華民國史專題論文集》，國史館（2004年11月），pp.1233-1272。
8. 戴寶村，〈觀音山與淡水地景意象的形塑發展〉，《二〇〇一年淡水學學術研討會—歷史、生態、人文論文集》，淡江大學（2003年4月），pp.117-131。
9. 戴寶村，〈伊能嘉矩與近代台灣歷史學〉，《二十世紀台灣歷史與人物》，國史館（2002年12月），pp.1-28。
10. 戴寶村，〈玉山地景與台灣認同的發展〉，《國家認同論文集》，台灣歷史學會（2000年5月），pp.123-144。
11. 戴寶村，〈淡水、三芝地區的大道公信仰〉，《淡水學學術研討會──過去、現在、未來論文集》（1999年4月），pp.367-387。
12. 戴寶村，〈歷史事件與鄉土教學──以戴潮春事件為例〉，《鄉土史教育學術研討會論文集》（1997年6月），pp.63-87。
13. 戴寶村，〈台灣鄉土歷史教材的檢討──以宜蘭、高雄兩縣為例〉，《第一屆台灣本土文化學術研討會論文集》（1995年4月），pp.577-587。
14. 戴寶村，〈歷史教育與國家認同〉，《國家認同學術研討會論文集》，現代學術研究（1993年5月），pp.115-138。
15. 戴寶村，〈台灣與大陸間的戎克交通與貿易〉，《台灣史研究暨史料發掘研討會論文集》（1986年11月），pp.363-420。

### 專書
1. 戴寶村、王俊昌、陳亮州、黃鈺文，《案藏瑰寶：國家檔案菁華專題選輯》，國家發展委員會檔案管理局，2014年11月。
2. 戴寶村，《小的臺灣史》,玉山社出版事業公司，2012年9月。
3. 戴寶村、范燕秋、詹素娟、卓克華，《北部臺灣的歷史與文化》,國立空中大學，2011年8月，pp.1-86。
4. 戴寶村,《台灣的海洋歷史文化》,玉山社，2011年1月。
5. 戴寶村、簡秀珍、連慧珠、陳亮州,《臺中縣志(續修)文化志》,台中縣政府，2010年10月，pp.349-512。
6. 戴寶村，《世界第一 台灣樟腦》，國立臺灣博物館，2009年5月。
7. 戴寶村,《纸菁風華：台灣中興紙業公司》,檔案管理局，2008年12月。
8. 戴寶村,《陳中和家族史：從糖業貿易到政經世界》,玉山社，2008年7月。
9. 戴寶村,《簡明台灣史(中英文及中日文版)》,國史館台灣文獻館，2007年10月。
10. 戴寶村,《台灣全志 政治志 黨團篇》,國史館台灣文獻館，2007年1月。
11. 戴寶村,《藍布衫 油紙傘─台灣客家歷史文化》,國立編譯館，2006年12月。
12. 戴寶村,《台灣政治史》,五南出版社，2006年11月。
13. 戴寶村,《續修台北縣志卷七選舉志─村里長之選舉》,2006年6月。
14. 戴寶村,《台灣全志—職官志》,國史館台灣文獻館，2004年12月。
15. 戴寶村,《高雄市常民生活史》,高雄市文獻委員會，2004年12月。
16. 戴寶村、王峙萍，《從台灣諺語看台灣歷史》,玉山社,2004年11月。
17. 戴寶村、曹永和,《台灣歷史人物與事件》,國立空中大學，2002年8月。
18. 戴寶村，《宜蘭交通史》,宜蘭縣政府，2001年9月。
19. 戴寶村，《近代台灣海運發展－戎克船到長榮海運》，玉山社，2000年12月。
20. 戴寶村，《鹿港鎮志交通篇》，鹿港鎮公所，2000年6月。
21. 戴寶村、溫振華，《大台北都會圈客家史》，台北市文獻委員會，1998年6月。
22. 戴寶村、溫振華，《淡水河流域變遷史》，台北縣立文化中心，1998年。
23. 戴寶村，《台灣島‧台灣省‧台灣國》，台北縣立文化中心，1996年7月。
24. 戴寶村、張勝彥、吳文星、溫振華，《台灣開發史》，空中大學，1996年2月。
25. 戴寶村，《三芝鄉誌》，三芝鄉公所，1994年6月。
26. 戴寶村，《帝國的入侵—牡丹社事件》，自立晚報文化出版部，1993年3月。
27. 戴寶村，《台中港開發史》，台北縣立文化中心，1987年5月。
28. 戴寶村，《清季淡水開港之研究》，台灣師範大學歷史研究所，1984年5月。

### 專書篇章
1. 戴寶村，〈醫療傳教到醫療教育：馬偕醫學院創校與發展〉《馬偕醫學院人文論叢》，馬偕醫學院，2013年3月，pp.1-20。
2. 戴寶村，〈政壇女傑婦運先行者──許世賢〉，《臺灣史上重要人物 系列三》，國立歷史博物館，2012年8月，pp.84-97。
3. 戴寶村，〈伊能嘉矩─岩手三傑之一開創臺灣近代歷史學〉，《臺灣史上重要人物(二)》，國立歷史博物館，2011年9月，pp.52-71。
4. 戴寶村，〈馬偕─上帝使徒在臺灣的宣教、教育與醫療〉，《臺灣史上重要人物(二)》，國立歷史博物館，2011年9月，pp.10-25。
5. 戴寶村，〈明清時代台灣港埠之發展〉，《台灣地區水資源史》，台灣省文獻委員會，2000年12月。
6. 戴寶村，〈陳中和與新興製糖株式會社之發展〉，《高雄歷史與文化論集 第三輯》，陳中和基金會，1996年10月。
7. 戴寶村，〈打狗的地理環境與歷史發展〉，《高雄歷史與文化論集 第一輯》，陳中和基金會，1994年4月。
8. 戴寶村，〈第六篇‧農漁水利〉，《高雄市發展史》，高雄市政府，1988年。

### 研究報告
1. 戴寶村，《高千穗丸與太平輪：船難、影像宇歷史記憶》,國科會，2011年9月。
2. 戴寶村，《台灣歷史諺語文化蒐集研究計畫》，行政院文化建設委員會，2006年8月。
3. 戴寶村，《基隆市傳統藝術調查研究計畫》，基隆市文化局，2006年5月。